# Magnus Johansson (piłkarz)
Leif Magnus Johansson (ur. 10 listopada 1971 w Ölme) – szwedzki piłkarz występujący na pozycji obrońcy. 

## Kariera klubowa
Johansson karierę rozpoczynał w 1988 roku w zespole IFK Ölme. W 1989 roku został graczem pierwszoligowego klubu IFK Göteborg. Sześć razy zdobył z nim mistrzostwo Szwecji (1990, 1991, 1993, 1994, 1995, 1996), a także raz Puchar Szwecji (1992). Graczem IFK Göteborg był przez 10 sezonów.
W 1998 roku Johansson przeszedł do holenderskiego FC Groningen, grającego w Eerste divisie. W sezonie 1999/2000 awansował z zespołem do Eredivisie. W lidze tej zadebiutował 20 sierpnia 2000 w zremisowanym 1:1 meczu z Willem II Tilburg. W Groningen grał do końca sezonu 2002/2003. Następnie wrócił do IFK Göteborg. W 2007 roku zdobył z nim mistrzostwo Szwecji, po czym zakończył karierę.

## Kariera reprezentacyjna
W 1992 roku Johansson jako członek kadry U-23 wziął udział w letnich igrzyskach olimpijskich, zakończonych przez Szwecję na ćwierćfinale.
W pierwszej reprezentacji Szwecji Johansson wystąpił jeden raz, 8 marca 1995 w zremisowanym 3:3 towarzyskim meczu z Cyprem.